# Girolamo Mercuriale

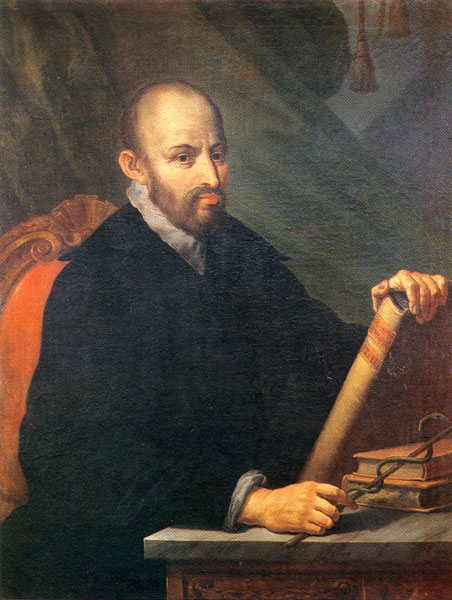
Girolamo Mercuriale

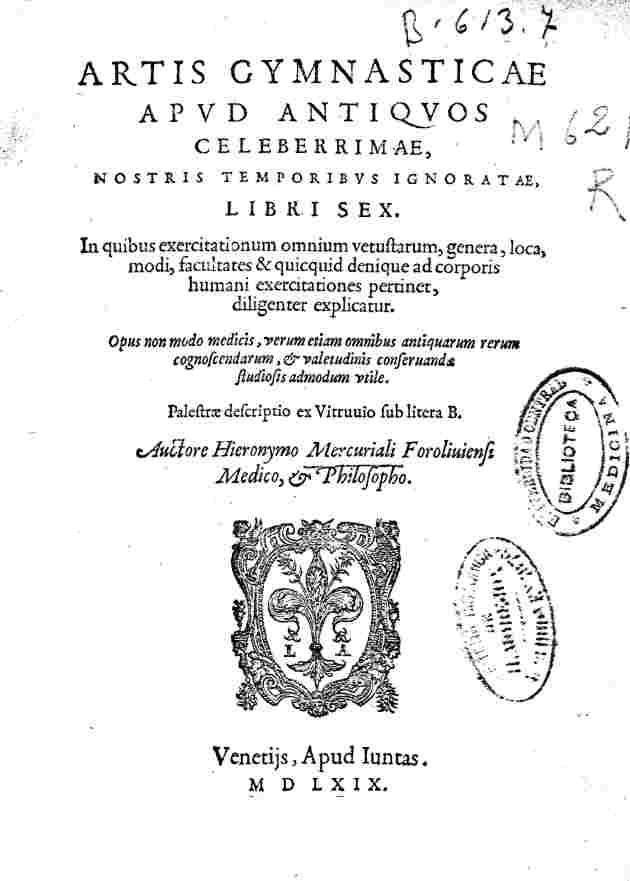
Titelblatt der Artis gymnasticae apud antiquos celeberrimae, nostris temporis ignoratae, libri sex

De morbis muliebribus

Girolamo Mercuriale (latinisiert Hieronymus Mercurialis; * 30. September 1530 in Forlì; 13. November 1606 ebenda) war ein italienischer Arzt.

## Leben
Girolamo Mercuriale studierte Medizin und Philosophie in Bologna und Padua, dann folgte er Kardinal Alexander Farnese nach Rom, wo er an die Universität ging, um dort zu lehren. Von 1569 bis 1587 lehrte er als Professor in Padua. 1573 wurde er zur Behandlung des Kaisers Maximilian II.) nach Wien berufen. Als außerordentliche Belohnung wurde er dafür in den Adelsstand erhoben. 1587 wechselte er als Professor an die Universität von Bologna. Schließlich holte ihn Ferdinand I., Großherzog der Toskana, für ein Rekordsalär als Leibarzt und Professor an die Universität Pisa. 1605 zog er sich in seinen Heimatort Forlì zurück.
Mit seiner De arte gymnastica schuf er ein vielfach nachgedrucktes Werk, das ihm bereits zu Lebzeiten große internationale Anerkennung verschaffte. Er bezog sich hierbei zwar überwiegend auf die antiken Vorbilder und nicht auf die Leibesübungen seiner Zeit, durch die medizinisch-therapeutische Anwendung seiner Prinzipien am Kaiserlichen Hof bekam das Werk jedoch Aufmerksamkeit bis in die Gegenwart.
In seiner heilkundlichen Abhandlung über die Körperpflege (De decoratione liber, 1587), die auf medizinischen Vorlesungen an der Universität Padua beruhte, legte Mercuriale eine erste genaue Beschreibung der Funktionsweise der Haut und ein Konzept zur Erklärung von Körperfarben vor. Sein Schüler Giulio Mancini, der die Schrift für ihn kompiliert hatte, übertrug Mercuriales Überlegungen Anfang des 17. Jahrhunderts auf die Malerei. Damit erlangten sie auch Einfluss auf zeitgenössische kunsttheoretische Auffassungen.
Mercuriale beschäftigte sich daneben sowohl praktisch als auch literarisch mit Säuglingspflege und Kinderheilkunde, mit Otologie und Ophthalmologie, Dermatologie und mit den Infektionskrankheiten. Im Jahr 1576 bekämpfte Mercuriale die Pest in Venedig.

## Werke
- Artis gymnasticae apud antiquos celeberrimae, nostris temporis ignoratae, libri sex. Venedig, 1569
- De morbis cutaneis, et omnibus corporis humani excrementis tractatus locupletissimi..., Venedig, 1572
- De pestilentia, Venedig, 1577
- De morbis puerorum tractatus locupletissimi..., Venedig, 1583
- De venenis, et morbis venenosis tractatus locupletissimi..., Venedig, 1584
- De morbis muliebribus libri, Venedig, 1587
- De decoratione liber, Francofurdi, 1587
- De venenis, et morbis venenosis tractatus locupletissimi, Venedig, 1588
- De morbis puerorum tractatus locupletissimi, Venedig, 1588
- Variarum lectionum, in medicinae scriptoribus & aliis, libri sex, 1598

## Ausgaben und Übersetzungen
- Libri VI de re gymnastica veterum. Venedig 1569.
- Concetta Pennuto, Vivian Nutton (Hrsg.): Girolamo Mercuriale: De arte gymnastica. Olschki, Florenz 2008, ISBN 978-88-222-5804-5 (kritische Edition mit englischer Übersetzung).